# Campionato mondiale di hockey su ghiaccio maschile 1992
Il campionato mondiale di hockey su ghiaccio maschile 1992 (56ª edizione) si è svolto dal 28 aprile al 10 maggio 1992 in Cecoslovacchia, in particolare nelle città di Praga e Bratislava.
Vi hanno partecipato dodici rappresentative nazionali. A trionfare è stata la nazionale svedese, che ha conquistato così il suo 6º titolo mondiale.

## Nazionali partecipanti
- Finlandia
- Germania
- Stati Uniti
- Svezia
- Italia
- Russia
- Cecoslovacchia
- Svizzera
- Canada
- Norvegia
- Francia

## Podio
| Pos. | Squadra        |
| ---- | -------------- |
| 1°   | Svezia         |
| 2°   | Finlandia      |
| 3°   | Cecoslovacchia |